# José Luis Mollaghan
José Luis Mollaghan (Buenos Aires, 2 maggio 1946 – Buenos Aires, 7 giugno 2025) è stato un arcivescovo cattolico argentino.

## Biografia

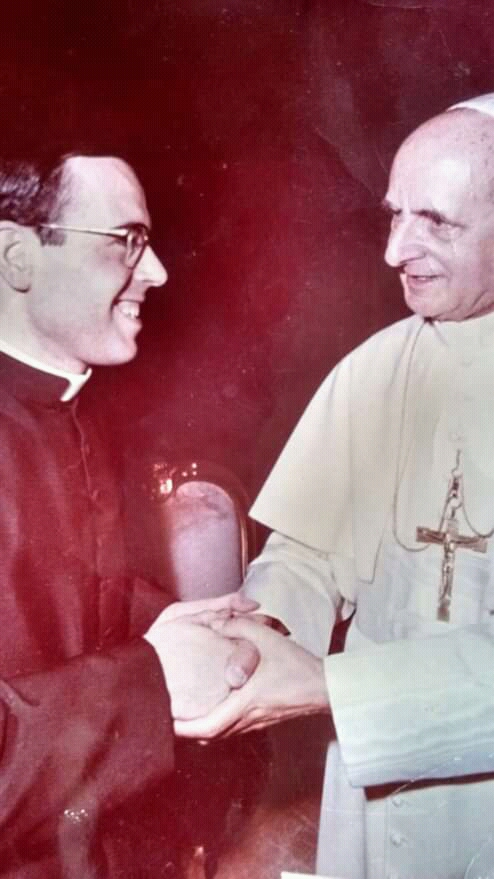
Mollaghan incontra papa Paolo VI durante i suoi anni di studio a Roma.

José Luis Mollaghan nacque a Buenos Aires il 2 maggio 1946.

### Formazione e ministero sacerdotale
Dopo avere frequentato il seminario minore, studiò filosofia e teologia presso il seminario dell'Immacolata Concezione del quartiere di Villa Devoto a Buenos Aires. Nel 1967 venne inviato a Roma per studi. Lì ottenne la licenza in teologia e il dottorato in diritto canonico presso la Pontificia Università Gregoriana.
Il 19 marzo 1971 fu ordinato presbitero per l'arcidiocesi di Buenos Aires a Roma da monsignor Jacques-Paul Martin, organizzatore dei viaggi papali e prefetto della casa pontificia. Nel 1975 tornò in patria, dove svolse gli incarichi di assessore dei giovani dell'Azione Cattolica  e di consigliere nazionale della Lega delle Madri. Svolse il suo ministero pastorale nelle parrocchie di Sant'Anna, San José de Flores e nella basilica di Nostra Signora del Soccorso. Il 15 settembre 1984 il cardinale arcivescovo Juan Carlos Aramburu eresse la parrocchia della Madre Ammirabile nel quartiere Retiro di Buenos Aires e Mollaghan ne fu nominato primo parroco.
Ebbe diversi incarichi nella curia metropolitana, prestando servizio a fianco dei cardinali Juan Carlos Aramburu e Antonio Quarracino, nonché con l'allora arcivescovo Jorge Mario Bergoglio.
Fu anche membro del consiglio presbiterale, del quale fu pure segretario, del collegio dei consultori e del consiglio per gli affari economici dell'arcidiocesi. Fu anche giudice del tribunale ecclesiastico nazionale e, dal 1975, professore di diritto canonico presso la Pontificia università cattolica argentina.

### Ministero episcopale
Il 22 luglio 1993 papa Giovanni Paolo II lo nominò vescovo ausiliare di Buenos Aires e titolare di Teuzi. Ricevette l'ordinazione episcopale il 2 ottobre 1993 nella cattedrale metropolitana della Santissima Trinità a Buenos Aires dal cardinale Antonio Quarracino, arcivescovo metropolita di Buenos Aires, co-consacranti l'arcivescovo Ubaldo Calabresi, nunzio apostolico in Argentina, e il vescovo ausiliare di Buenos Aires Eduardo Vicente Mirás.
Prestò servizio come vicario generale, vicario episcopale per gli affari economici e moderatore della curia metropolitana.
Il 17 maggio 2000 sempre papa Giovanni Paolo II lo nominò vescovo di San Miguel. Prese possesso della diocesi il 5 agosto successivo.
Nel febbraio del 2002 compì la visita ad limina.
Il 22 dicembre 2005 papa Benedetto XVI lo nominò arcivescovo metropolita di Rosario. Prese possesso dell'arcidiocesi il 18 marzo successivo con una cerimonia tenutasi di fronte Monumento nazionale alla Bandiera a Rosario. Il 29 giugno dello stesso anno il pontefice gli impose il pallio durante una santa messa tenutasi nella basilica di San Pietro in Vaticano.
Secondo alcune fonti, la sua nomina avrebbe generato qualche malcontento all'interno dell'episcopato argentino, poiché, a quanto pare, essa non aveva il consenso dei vescovi. Tuttavia, l'allora presidente della Conferenza episcopale, Jorge Mario Bergoglio, negò l'esistenza di qualsiasi conflitto al riguardo.
Il 19 ottobre 2006 visitò il santuario di Schönstatt di Rosario e presiedette un'Eucaristia sulla spianata dello stesso, in occasione del novantaduesimo anniversario della fondazione del movimento.
Nell'aprile del 2009 compì un'altra visita ad limina.
Nel 2013, la sua amministrazione a Rosario fu oggetto di una visita apostolica da parte di José María Arancibia, arcivescovo emerito di Mendoza, in seguito a denunce pervenute alla nunziatura apostolica. Secondo quanto riportato dalla stampa, l'inchiesta era legata ad accuse di cattiva gestione economica e presunti maltrattamenti nei confronti di laici e sacerdoti.
Mollaghan negò pubblicamente che si trattasse di un'indagine formale e sostenne che la visita aveva carattere fraterno, finalizzata al dialogo con il consiglio presbiterale e il seminario. Dichiarò inoltre di essere personalmente intervenuto in un caso specifico di cattiva gestione da parte di un sacerdote e respinse come "calunniose" le segnalazioni di presunte anomalie.
Il 19 maggio 2014 papa Francesco lo nominò membro della Congregazione per la dottrina della fede nell'erigenda Commissione di esame dei ricorsi di ecclesiastici per delicta graviora rimuovendolo dall'incarico di arcivescovo di Rosario. In tale contesto gli fu chiesto di lasciare la città e di prendere residenza a Buenos Aires fino all'istituzione ufficiale della commissione. In una messa festiva celebrata all'inizio del mese di agosto di quell'anno a Rosario disse: "Il direttore tecnico decide i cambiamenti. [...] L'unica cosa che ho chiesto è stata di non vivere a Roma e lui me l'ha concessa. Volevo rimanere a Rosario ma mi ha mandato a Buenos Aires per facilitarmi il lavoro. Dopo qualche mese si trasferì a Roma.
L'istituzione della commissione, composta da sette membri, fu resa nota l'11 novembre 2014. Essa ha lo scopo di esaminare i ricorsi contro le sentenze di primo grado, data la necessità di garantirne una revisione più rapida. Ha responsabilità sui delitti di abusi sessuali su minori, eresia, apostasia, abuso del sacramento della penitenza e tentata ordinazione delle donne. I giornali argentini interpretarono il trasferimento di monsignor Mollaghan a Roma come un modo "elegante" di allontanarlo da Rosario in seguito alla visita apostolica e definendo Mollaghan come "un vecchio rivale" del papa. Monsignor Mollaghan negò tuttavia di rappresentare una fazione più conservatrice della gerarchia argentina citando il suo lungo servizio al fianco di Bergoglio a Buenos Aires.
Il 29 luglio 2019 lo stesso pontefice lo nominò membro supplente del Collegio per l'esame dei ricorsi in materia di delicta reservata. Nel settembre 2022 papa Francesco lo confermò membro supplente per un altro triennio.
Nel luglio del 2022 il Dicastero per gli istituti di vita consacrata e le società di vita apostolica lo incaricò di effettuare una visita apostolica ad inspiciendum et referendum (esame e segnalazione) all'associazione pubblica di fedeli Dalmanutá. Essa ha sede a Montevideo e si occupa della direzione spirituale. Tale visita ebbe lo scopo di approfondire la conoscenza di questa associazione in vista dell'approvazione delle sue Costituzioni.
In seno alla Conferenza episcopale argentina fu segretario generale, membro del comitato esecutivo e delegato presso il Consiglio episcopale latinoamericano dal 1993 al 1999; membro della commissione di pianificazione territoriale; membro della commissione per l'apostolato laicale; membro della commissione per la pastorale familiare e membro del consiglio per gli affari giuridici dal 2014 al 2021  e dal novembre del 2024 alla morte. Nel maggio del 2024 la commissione esecutiva della Conferenza episcopale lo nominò presidente di una commissione incaricata di approfondire la vita e il ministero di monsignor Carlos Horacio Ponce de León, vescovo di San Nicolás de los Arroyos.
Morì improvvisamente a Buenos Aires la mattina del 7 giugno 2025 all'età di 79 anni. Le esequie si tennero il 13 giugno alle ore 16 nella cattedrale metropolitana della Santissima Trinità a Buenos Aires e furono presiedute da monsignor Jorge Ignacio García Cuerva, arcivescovo metropolita di Buenos Aires. L'omelia venne pronunciata da monsignor Ariel Edgardo Torrado Mosconi, vescovo di Nueve de Julio. Al termine del rito la salma venne tumulata nella cripta dello stesso edificio.

## Genealogia episcopale
La genealogia episcopale è:
- Cardinale Scipione Rebiba
- Cardinale Giulio Antonio Santori
- Cardinale Girolamo Bernerio, O.P.
- Arcivescovo Galeazzo Sanvitale
- Cardinale Ludovico Ludovisi
- Cardinale Luigi Caetani
- Cardinale Ulderico Carpegna
- Cardinale Paluzzo Paluzzi Altieri degli Albertoni
- Papa Benedetto XIII
- Papa Benedetto XIV
- Papa Clemente XIII
- Cardinale Bernardino Giraud
- Cardinale Alessandro Mattei
- Cardinale Pietro Francesco Galleffi
- Cardinale Giacomo Filippo Fransoni
- Cardinale Carlo Sacconi
- Cardinale Edward Henry Howard
- Cardinale Mariano Rampolla del Tindaro
- Cardinale Antonio Vico
- Arcivescovo Filippo Cortesi
- Arcivescovo Zenobio Lorenzo Guilland
- Vescovo Anunciado Serafini
- Cardinale Antonio Quarracino
- Arcivescovo José Luis Mollaghan